# Tour du Qatar 2007
La 6e édition du Tour du Qatar a eu lieu du 28 janvier au 2 février 2007 en 6 étapes (dont un contre-la-montre par équipes). Tom Boonen (Quick Step-Innergetic) domine ce Tour du Qatar en remportant quatre étapes au sprint, mais c'est son compatriote Wilfried Cretskens (Quick Step-Innergetic) qui s'impose finalement.

## Étapes
| Détail    | Date        | Villes étapes                      | km  | Vainqueur d'étape     | Leader du classement général |
| 1re étape | 28 janvier  | Doha (clm par équipes)             | 6   | Quick Step-Innergetic | Tom Boonen                   |
| 2e étape  | 29 janvier  | Al Wakra - Qatar Olympic Committee | 135 | Tom Boonen            | Tom Boonen                   |
| 3e étape  | 30 janvier  | Doha - Khalifa Stadium             | 140 | Tom Boonen            | Tom Boonen                   |
| 4e étape  | 31 janvier  | Camel Race Track - Doha            | 139 | Tom Boonen            | Tom Boonen                   |
| 5e étape  | 1er février | Al Zubarah - Mesaieed              | 160 | Greg Van Avermaet     | Wilfried Cretskens           |
| 6e étape  | 2 février   | Sealine Beach Resort - Doha        | 134 | Tom Boonen            | Wilfried Cretskens           |

## Classement général final
| #  | Coureur            | Pays             | Temps            |
| -- | ------------------ | ---------------- | ---------------- |
| 1  | Wilfried Cretskens | Belgique         | 15 h 50 min 58 s |
| 2  | Tom Boonen         | Belgique         | + 2 min 09 s     |
| 3  | Steven de Jongh    | Pays-Bas         | + 2 min 44 s     |
| 4  | Bernhard Eisel     | Autriche         | + 2 min 52 s     |
| 5  | Gregory Henderson  | Nouvelle-Zélande | + 3 min 01 s     |
| 6  | Andreas Klier      | Allemagne        | + 3 min 08 s     |
| 7  | Leif Hoste         | Belgique         | + 3 min 09 s     |
| 8  | Alexandre Pichot   | France           | + 3 min 11 s     |
| 9  | Mathew Hayman      | Australie        | + 3 min 30 s     |
| 10 | Servais Knaven     | Pays-Bas         | + 3 min 44 s     |

## Classement des étapes
| #  | Équipe                | Pays      | Temps      |
| -- | --------------------- | --------- | ---------- |
| 1  | Quick Step-Innergetic | Belgique  | 6 min 33 s |
| 2  | Milram                | Italie    | + 5 s      |
| 3  | Liquigas              | Italie    | + 7 s      |
| 4  | Predictor-Lotto       | Belgique  | + 9 s      |
| 5  | T-Mobile              | Allemagne | + 11 s     |
| 6  | AG2R Prévoyance       | France    | + 11 s     |
| 7  | Astana                | Suisse    | + 13 s     |
| 8  | Rabobank              | Pays-Bas  | + 14 s     |
| 9  | Saunier Duval-Prodir  | Espagne   | + 14 s     |
| 10 | Bouygues Telecom      | France    | + 16 s     |

| #  | Coureur             | Pays      | Temps           |
| -- | ------------------- | --------- | --------------- |
| 1  | Tom Boonen          | Belgique  | 3 h 01 min 50 s |
| 2  | Alessandro Petacchi | Italie    | m.t.            |
| 3  | Jean-Patrick Nazon  | France    | m.t.            |
| 4  | Kenny van Hummel    | Pays-Bas  | m.t.            |
| 5  | Francesco Chicchi   | Italie    | m.t.            |
| 6  | Lloyd Mondory       | France    | m.t.            |
| 7  | Aurélien Clerc      | Suisse    | m.t.            |
| 8  | Francisco Ventoso   | Italie    | m.t.            |
| 9  | Luciano Pagliarini  | Italie    | m.t.            |
| 10 | Robert Förster      | Allemagne | m.t.            |

| #  | Coureur             | Pays             | Temps           |
| -- | ------------------- | ---------------- | --------------- |
| 1  | Tom Boonen          | Belgique         | 3 h 25 min 06 s |
| 2  | Alessandro Petacchi | Italie           | m.t.            |
| 3  | Bernhard Eisel      | Autriche         | m.t.            |
| 4  | Aurélien Clerc      | Suisse           | m.t.            |
| 5  | Stefano Zanini      | Italie           | m.t.            |
| 6  | Graeme Brown        | Australie        | m.t.            |
| 7  | René Haselbacher    | Autriche         | m.t.            |
| 8  | Gregory Henderson   | Nouvelle-Zélande | m.t.            |
| 9  | Linas Balčiūnas     | Lituanie         | m.t.            |
| 10 | Robert Förster      | Allemagne        | m.t.            |

| #  | Coureur           | Pays             | Temps           |
| -- | ----------------- | ---------------- | --------------- |
| 1  | Tom Boonen        | Belgique         | 2 h 54 min 54 s |
| 2  | Graeme Brown      | Australie        | m.t.            |
| 3  | Murilo Fischer    | Brésil           | m.t.            |
| 4  | Lloyd Mondory     | France           | m.t.            |
| 5  | Francisco Ventoso | Espagne          | m.t.            |
| 6  | Aart Vierhouten   | Pays-Bas         | m.t.            |
| 7  | Bernhard Eisel    | Autriche         | m.t.            |
| 8  | Piet Rooijakkers  | Pays-Bas         | m.t.            |
| 9  | Alexandre Pichot  | France           | m.t.            |
| 10 | Gregory Henderson | Nouvelle-Zélande | m.t.            |

| #  | Coureur               | Pays        | Temps           |
| -- | --------------------- | ----------- | --------------- |
| 1  | Greg Van Avermaet     | Belgique    | 3 h 26 min 13 s |
| 2  | Marcel Sieberg        | Allemagne   | m.t.            |
| 3  | Stéphane Poulhiès     | France      | m.t.            |
| 4  | Erki Pütsep           | Estonie     | m.t.            |
| 5  | Wilfried Cretskens    | Belgique    | m.t.            |
| 6  | Mauro Da Dalto        | Italie      | m.t.            |
| 7  | Kim Kirchen           | Luxembourg  | m.t.            |
| 8  | Aliaksandr Kuschynski | Biélorussie | m.t.            |
| 9  | Sven Krauss           | Allemagne   | m.t.            |
| 10 | Maarten Tjallingii    | Pays-Bas    | m.t.            |

| #  | Coureur             | Pays      | Temps           |
| -- | ------------------- | --------- | --------------- |
| 1  | Tom Boonen          | Belgique  | 2 h 56 min 17 s |
| 2  | Alessandro Petacchi | Italie    | m.t.            |
| 3  | Graeme Brown        | Australie | m.t.            |
| 4  | René Haselbacher    | Autriche  | m.t.            |
| 5  | Francesco Chicchi   | Italie    | m.t.            |
| 6  | Greg Van Avermaet   | Belgique  | m.t.            |
| 7  | Kenny van Hummel    | Pays-Bas  | m.t.            |
| 8  | Rieno Stofferis     | Belgique  | m.t.            |
| 9  | Lloyd Mondory       | France    | m.t.            |
| 10 | Romain Feillu       | France    | m.t.            |